# Shihui, Chongqing
Shihui (kinesiska: 石会) är en köping i sydvästra Kina. Den ligger i stadsdistriktet Qianjiang i storstadsområdet Chongqing, omkring 200 kilometer öster om det centrala stadsdistriktet Yuzhong. Antalet invånare är 15 205. Befolkningen består av 7 479 kvinnor och 7 726 män. Barn under 15 år utgör 22,0 %, vuxna 15-64 år 64 %, och äldre över 65 år 12,0 %.